# Paul Lotsij
Paulus Jan Lotsij –conocido como Paul Lotsij– (Dordrecht, 4 de febrero de 1880-Ámsterdam, 19 de septiembre de 1910) fue un deportista neerlandés que compitió en remo. Participó en los Juegos Olímpicos de París 1900, obteniendo una medalla de plata en la prueba de cuatro con timonel.

## Palmarés internacional
| Juegos Olímpicos | Juegos Olímpicos | Juegos Olímpicos | Juegos Olímpicos   |
| Año              | Lugar            | Medalla          | Prueba             |
| ---------------- | ---------------- | ---------------- | ------------------ |
| 1900             | París (Francia)  | Medalla de plata | Cuatro con timonel |